# Kaukasus (visent)

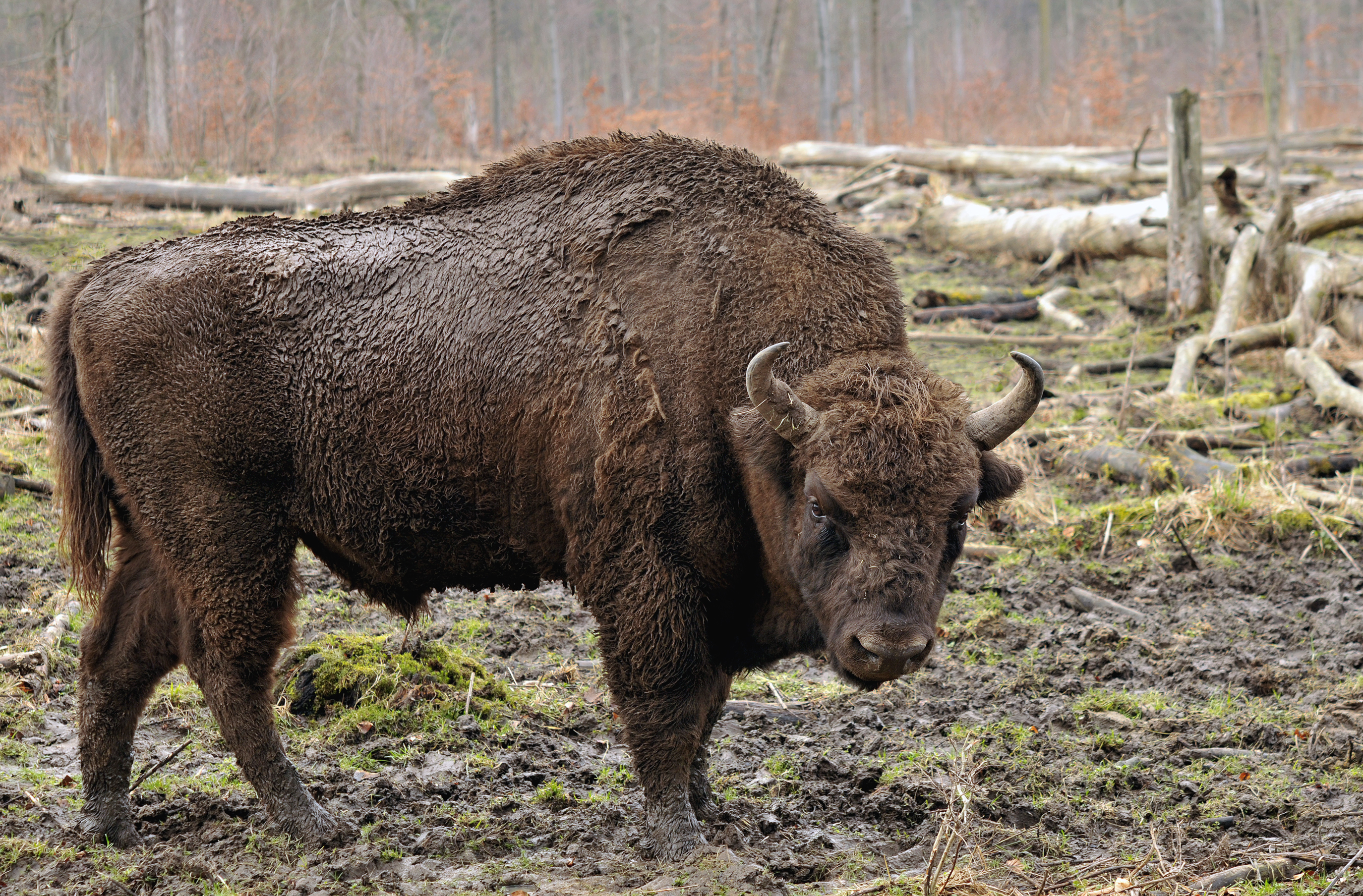
Visentjur i Wisentgehege Springe i Tyskland, som härstammar från Kaukasus enligt Låglands-Kaukasuslinjen, 2010

Kaukasus , född omkring 1905, död 1925, var en visenttjur av underarten bergsvisent (Bison bonasus caucasicus), som blev stamfar till avelslinjen Låglands-Kaukasuslinjen.
Kaukasus infångades 1907 som ungtjur och flyttades till Białowieżaskogen i nuvarande Polen. Han överlämnades 1908 som gåva av den ryske tsaren Alexander III till den tyske djurhandlaren Carl Hagenbeck på Hagenbecks djurpark i Hamburg i Tyskland och var den enda individen av bergsvisent som exporterats från Ryssland. År 1922 övertogs tjuren och en kalv efter honom med en låglandsko av greven Dietlof von Arnim-Boitzenburg (1867–1933). Denna grundade samma år en avelsstation för visenter på släktgodset Boitzenburg i Brandenburg i Tyskland.
När de internationella ansträngningarna att rädda visenten från utrotning påbörjades 1923, var Kaukasus den ende överlevande individen av underarten Bonasus bonasus caucasicus. Han hade vid sin död 1925 sju dokumenterade kalvar efter sig från korsningar med kor från Låglandslinjen, vilka liksom Kaukasus själv fanns registrerade i den första utgåvan av Visentstamboken (European Bison Pedigree Book) 1932. Kaukasus har i denna nummer M 100.
I den ena av visentavelns två avelslinjer, Låglands-Kaukasuslinjen, är samtliga djur ättlingar till Kaukasus. Denne har därmed haft en mycket stor betydelse för säkerställande av visentpopulationer och återinförandet av visenter i frihet i naturen.